# Phantoms de Pittsburgh
Pour les articles homonymes, voir Phantoms.
L'équipe des Phantoms de Pittsburgh (en anglais : Pittsburgh Phantoms) était une franchise de roller in line hockey, basée à Pittsburgh en Pennsylvanie aux États-Unis. L'équipe n'a joué que pendant la saison 1973 de la Roller Hockey International. Ils jouaient leurs matchs à domicile dans le Civic Arena, patinoire habituelle des Penguins.
Il existe une équipe de football du même nom qui a fait une brève carrière aux États-Unis.

## Historique

### Les bases de l'équipe
La franchise est créée sous l'impulsion du copropriétaire des Penguins de Pittsburgh de la Ligue nationale de hockey, Howard Baldwin. Il décide ainsi de créer les Phantoms mais également les Stingers, équipe de la Continental Indoor Soccer League, ligue de football en salle. Les deux équipes jouent alors leurs matchs à domicile dans le Civic Arena et le prix des billets d'entrée pour les adultes est alors compris entre 9 et 11 dollars.
L'équipe a alors comme entraîneur Rick Kehoe — ancien joueur des Penguins et alors second meilleur pointeur de l'histoire de l'équipe derrière Mario Lemieux — qui est également l'assistant de l'entraîneur des Penguins de l'époque Eddie Johnston. Kehoe est assisté par un autre ancien joueur de Pittsburgh, Warren Young.
L'équipe rejoint pour sa seconde année la Roller Hockey International alors que lors de la saison passée, la ligue contenait douze franchises et attirait en moyenne 3 768 personnes par match,. Pour préparer la saison, l'équipe fait alors venir deux joueurs de la LNH ayant porté le maillot de l'équipe des Penguins : Alain Lemieux, frère aîné de Mario Lemieux mais également Bryan Trottier, double vainqueur de la Coupe Stanley avec l'équipe de 1990-91 et avec celle de 1991-92.

### La saison 1973-74
Le premier match de l'équipe est joué le 6 octobre 1973 contre les New England Stingers dans leur salle, la Cumberland County Civic Center. L'équipe remporte alors la victoire sur le score de 10 buts à 5, le premier but de l'histoire de la franchise étant inscrit par Trevor Buchanan. Le premier match de l'équipe dans leur ville est joué une quinzaine de jours plus tard devant 7 347 personnes. Les Phantoms battent alors les Atlanta Fire Ants à la suite d'une séance de tirs de fusillade et après 9 buts inscrits par chaque équipe lors du temps de jeu.
Entre-temps, le 11 novembre 1973, Erin Whitten devient la première femme à jouer un match de hockey professionnel pour une équipe de Pittsburgh et seconde femme de l'histoire du hockey d'Amérique du Nord à jouer un match pour une équipe professionnelle de hockey, la première étant Manon Rhéaume. Rhéaume joue également dans la RHI au cours de cet été, portant les couleurs des New Jersey Rockin' Rollers. Elle va d'ailleurs aider l'équipe du New Jersey à infliger la première défaite des Phantoms 10 buts à 7. Le 25 août 1994, le dôme de la Civic Arena est ouvert pour la première fois de l'histoire de la salle pour un match officiel. Les Phantoms sont alors opposés à l'équipe du Minnesota Arctic Blast.
Les Phantoms finissent la saison à la seconde place de leur division derrière ces mêmes joueurs de l'Arctic Blast. Avec une moyenne de 9,41 buts par match, l'équipe est également la seconde meilleure attaque de la ligue, toujours derrière l'équipe du Minnesota. Avec 8,77 buts encaissés par matchs, l'équipe est la troisième moins bonne défense de la ligue. George Wilcox est le meilleur pointeur de l'équipe mais avec 62 points, il est le seizième pointeur de la saison loin derrière John Young, attaquant de l'Arctic Blast,.
La seconde place de l'équipe leur permet de se qualifier pour les séries éliminatoires pour la conquête de la Coupe Muprhy et les Phantoms jouent alors leur premier tour contre les Chicago Cheetahs. Ces derniers remportent le premier match 9 buts à 8 mais les Phantoms prennent leur revanche en gagnant le second match 23 à 5. Le troisième match joué pour départager les équipes est remporté par les Phantoms sur le score de 1 à 0. Au second tour, les Phantoms vont retrouver l'équipe du Minnesota. Le premier match est une victoire pour les Phantoms 8 à 6 mais le second tourne à l'avantage de l'équipe du Minnesota 14-11 et finalement le dernier match est joué le 1er mai 1974. Avec seulement 46 secondes de jeu restant, Scott Burfoot inscrit le dernier but de la saison qui va devenir également le dernier but de l'histoire de la franchise alors que l'équipe perd 4 buts à 1,.
Certains joueurs des Phantoms sont par la suite invités au camp d'été des Penguins mais aucun ne réussira à impressionner assez les dirigeants de la franchise pour décrocher une place dans l'effectif.

## Statistiques

### Statistiques sur la saison
|           | PJ | V  | D | Pts | BP  | BC  | PUN |
| --------- | -- | -- | - | --- | --- | --- | --- |
| Domicile  | 11 | 9  | 2 | 18  | 118 | 87  |     |
| Extérieur | 11 | 4  | 7 | 8   | 89  | 106 |     |
| Totaux    | 22 | 13 | 9 | 26  | 207 | 193 | 424 |

### Statistiques des joueurs
Joueurs de champs
Pour les significations des abréviations, voir la page statistiques.
| Numéro | Joueur          | Poste | PJ | B  | A  | PTS | PUN | Commentaire                                                        |
| ------ | --------------- | ----- | -- | -- | -- | --- | --- | ------------------------------------------------------------------ |
| 14     | George Wilcox   | C     | 22 | 28 | 34 | 62  | 44  |                                                                    |
| 17     | Scott Burfoot   | C     | 21 | 23 | 31 | 54  | 18  |                                                                    |
| 5      | Brock Woods     | D     | 20 | 22 | 26 | 48  | 48  |                                                                    |
| 10     | Jeff Whittle    | AD    | 21 | 18 | 21 | 39  | 41  | Capitaine de l'équipe                                              |
| 15     | Trevor Buchanan | AD    | 20 | 24 | 14 | 38  | 70  |                                                                    |
| 11     | Glenn Clark     | AG    | 21 | 10 | 27 | 37  | 22  | Assistant capitaine de Whittle                                     |
| 4 - 7  | Kevin Meisner   | D     | 22 | 7  | 29 | 36  | 16  |                                                                    |
| 8      | Bruce Coles     | AG    | 19 | 13 | 21 | 34  | 63  |                                                                    |
| 9      | Alain Lemieux   | C     | 12 | 12 | 16 | 28  | 32  |                                                                    |
| 12     | Kip Guenther    | A     | 14 | 10 | 18 | 28  | 4   |                                                                    |
| 18     | Jamie Adams     | AG    | 17 | 12 | 10 | 22  | 24  | Né à Pittsburgh                                                    |
| 19     | Bryan Trottier  | A     | 9  | 9  | 13 | 22  | 2   |                                                                    |
| 16     | Eric Brule      | D     | 12 | 4  | 17 | 21  | 8   |                                                                    |
| 6      | Brian Cook      | C     | 14 | 6  | 8  | 14  | 2   |                                                                    |
| 3 - 26 | Martin Bergeron | C     | 7  | 5  | 1  | 6   | 4   | Transféré en cours de saison depuis les New Jersey Rockin' Rollers |
| 35     | Warren Young    | A     | 4  | 1  | 3  | 4   | 20  | Entraîneur adjoint de l'équipe                                     |
| 7 - 20 | Jim Peters      | D     | 1  | 1  | 1  | 2   | 0   | Transféré en cours de saison depuis les Philadelphia Bulldogs      |
| 20     | Mike Cavanaugh  | D     | 7  | 0  | 2  | 2   | 2   |                                                                    |
| 7      | Jason Smith     | D     | 1  | 0  | 0  | 0   | 0   | Transféré en cours de saison depuis les Philadelphia Bulldogs      |

Gardiens de but
| Numéro | Joueur            | PJ | B | A | PTS | PUN | V | D | MIN | BC | MOY   | BL | ARR | % ARR |
| ------ | ----------------- | -- | - | - | --- | --- | - | - | --- | -- | ----- | -- | --- | ----- |
| 33     | Alain Morrissette | 12 | 0 | 0 | 0   | 0   | 9 | 2 | 533 | 86 | 7,74  | 0  | 400 | 82,3  |
| 1      | Sylvain Rodrigue  | 10 | 0 | 2 | 2   | 0   | 4 | 6 | 462 | 92 | 7,72  | 0  | 330 | 78,2  |
| 30     | Erin Whitten      | 3  | 0 | 0 | 0   | 0   | 0 | 1 | 58  | 13 | 10,71 | 0  | 49  | 79    |